# Synagoge (Vesoul)

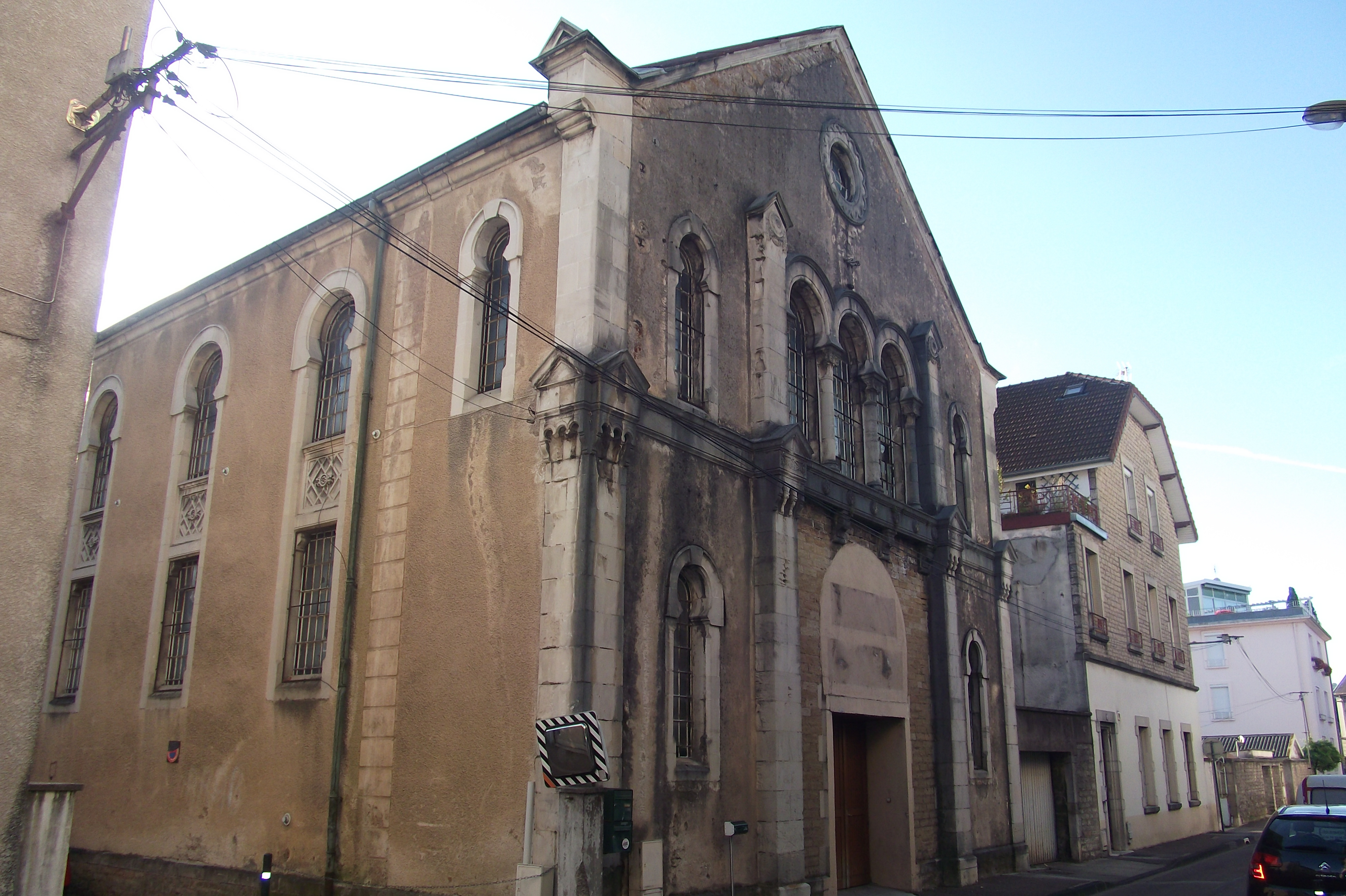
Synagoge in Vesoul

Die Synagoge in Vesoul, einer französischen Stadt im Département Haute-Saône in der Region Bourgogne-Franche-Comté, wurde 1875 errichtet. Die Synagoge in der Rue du Moulin-des-Prés ist seit 1984 ein geschütztes Baudenkmal (Monument historique).
Das Bauwerk im Stil des Historismus, das sich im Besitz der Vereinigung Les Restos du Cœur befindet, wird seit Jahren zum Verkauf angeboten.